# هترودوکس
هترودوکس (به لاتین: Heterodoxy)، واژه‌ای یونانی به معنای نامتعارف و خلاف جریان اصلی و رایج است. بیشتر متفکران و مکاتبی که با صفت هترودوکس از آنها یاد می‌شود، رویکردی در تقابل آشکار با تفکرات متعارف و رایج زمان خود داشته‌اند. در اصل این صفت به افراد و تفکراتی گفته می‌شود که در پی بدعت گذاری در موضوعی برخلاف روال رایج بوده‌اند.